# 伦山区埃伦贝格
伦山区埃伦贝格是德国黑森州的一个市镇。总面积40.83平方公里，总人口2606人，其中男性1292人，女性1314人（2011年12月31日），人口密度64人/平方公里。